# Bảo tàng Ghetto Warszawa

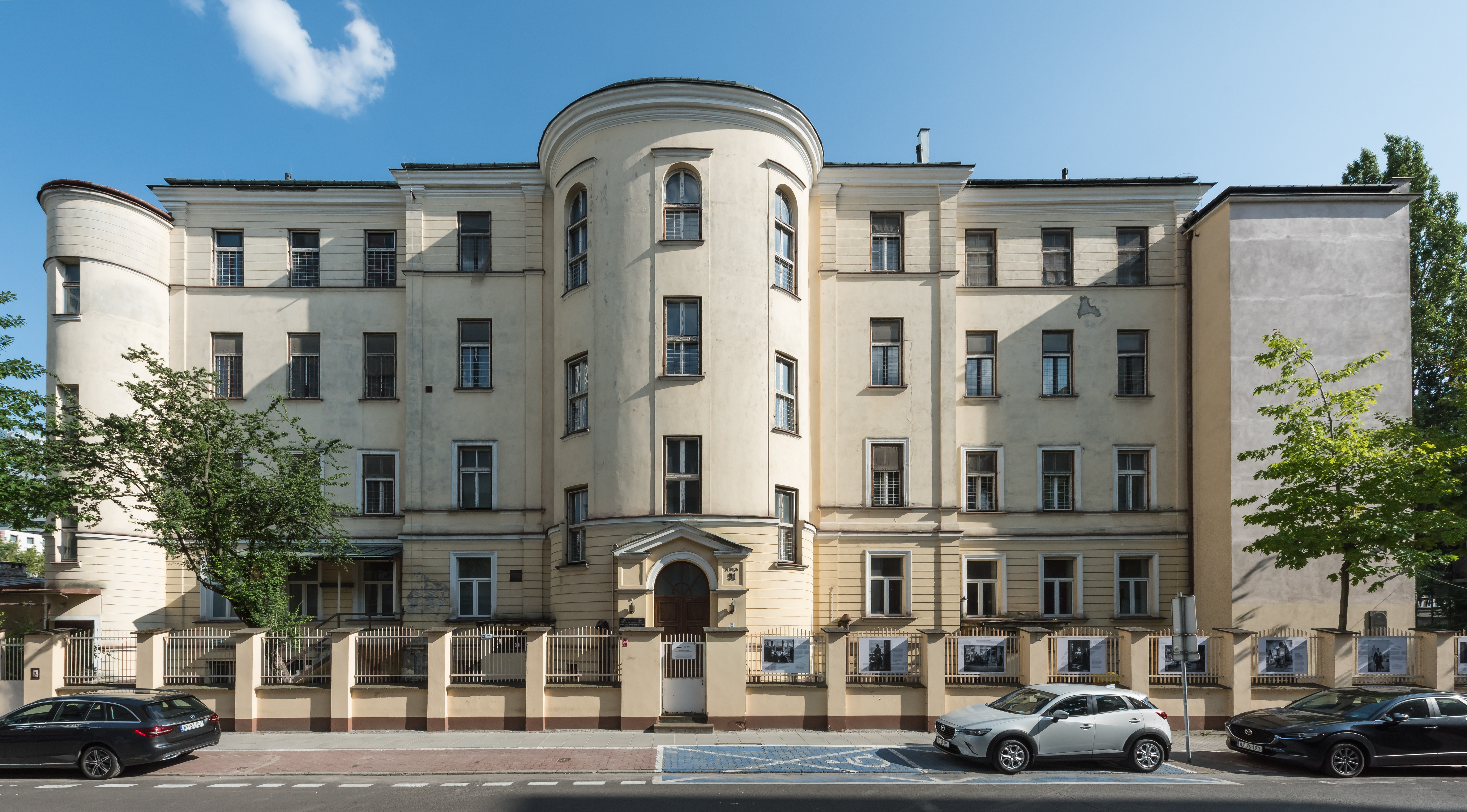
Vị trí quy hoạch của bảo tàng (Bệnh viện Bersohn và Bauman trước đây ở Warsaw)

Bảo tàng Warsaw Ghetto là một bảo tàng lịch sử ở Warszawa hiện đang được xây dựng. Nó sẽ mở cửa vào năm 2023, nhân kỷ niệm 80 năm ngày khởi nghĩa Warsaw Ghetto. Bảo tàng sẽ được đặt trong các tòa nhà của Bệnh viện Nhi đồng Bersohn và Bauman cũ ở Warsaw tại 51 Phố Śliska và 60 Phố Sienna. Vào ngày 19 tháng 10 năm 2018, giám đốc bảo tàng, nhà sử học người Do Thái Ba Lan Albert Stankowski đã nhận được chìa khóa tài sản từ một quan chức chính phủ và ký hợp đồng thuê dài hạn trong một buổi lễ tại địa điểm bảo tàng tương lai. Nhà sử học chính của nó là Giáo sư Daniel Blatman.

## Lịch sử
Quyết định thành lập Bảo tàng Warszawa Ghetto đã được thông qua vào tháng 11 năm 2017 bởi Piotr Gliński, phó thủ tướng Hội đồng Bộ trưởng và Bộ trưởng Bộ Văn hóa và Di sản Quốc gia. Tổ chức bảo tàng đã được đăng ký vào ngày 28 tháng 2 năm 2018. Một cuộc họp báo được tổ chức vào ngày 7 tháng 3 năm 2018 tại Tòa đại pháp của Hội đồng Bộ trưởng đã được dành cho việc thành lập tổ chức mới, với Thủ tướng Mateusz Morawiecki và Bộ trưởng Bộ Văn hóa và Di sản Quốc gia Piotr Gliński tham dự.
Nhiệm vụ của Bảo tàng Warsaw Ghetto bao gồm việc phổ biến kiến thức về lịch sử của khu ổ chuột Warszawa và là một phần quan trọng trong lịch sử Holocaust theo kế hoạch và thực hiện bởi Đệ tam Đế chế 

## Những mục tiêu
Các hoạt động của Bảo tàng bao gồm:
- Thiết lập cơ sở nghiên cứu để phát triển và phổ biến kiến thức về lịch sử Warszawa Ghetto thông qua việc thu thập, bảo quản và chỉnh sửa học thuật các chứng từ vật chất và phi vật chất;
- Tạo ra không gian triển lãm và một tổ chức nghiên cứu với mục đích truyền cảm hứng cho sự phản ánh về lịch sử khu ổ chuột Warszawa;
- Tích hợp các hoạt động được thực hiện với mục đích bảo vệ và bảo tồn di sản văn hóa của người Do Thái bị giam cầm trong khu ổ chuột Warszawa;
- Thực hiện các sáng kiến liên quan đến việc cải tạo và tái tạo các di tích lịch sử của khu ổ chuột Warsaw;
- Tiến hành các hoạt động văn hóa, nghiên cứu, giáo dục và quảng bá liên quan đến lịch sử của khu ổ chuột Warszawa;
- Khởi xướng các sáng kiến xã hội và hỗ trợ cho vay đối với họ, và cho các tổ chức phi chính phủ góp phần bảo vệ và kỷ niệm lịch sử của khu ổ chuột Warszawa;
- Lưu giữ ký ức của những người sáng lập Bệnh viện Nhi đồng lịch sử Bersohn và Bauman và của cộng đồng Do Thái ở thế kỷ XIX và đầu thế kỷ XX.